# Нижньокамський трамвай
Нижньокамський трамвай — діюча трамвайна система у місті Нижньокамськ, Росія. Першу лінію Нижньокамського трамваю було здано в експлуатацію 23 лютого 1967.

## Маршрути на середину 2010-х
| № | Маршрут                           | Довжина маршруту | Примітки    |
| - | --------------------------------- | ---------------- | ----------- |
| 1 | Лесная — ТЭЦ-1 — Лесная           | 18,4 км          | Комерційний |
| 2 | Депо — Красный ключ — Депо        | 18,4 км          |             |
| 3 | Лесная — НШЗ-2 — Лесная           | 18,4 км          | Комерційний |
| 5 | Лесная — ТЭЦ-2 — Лесная           | 36,2 км          | Комерційний |
| 6 | Депо — Лесная — Депо              | 13,6 км          |             |
| 7 | Лесная — БСИ — Лесная             | 16,9 км          |             |
| 8 | Красный ключ — БСИ — Красный ключ | 21,7 км          |             |

## Рухомий склад на початок 2010-х
| Тип      | Штук |
| -------- | ---- |
| KTM-5    | 60   |
| KTM-5A   | 1    |
| KTM-8KM  | 8    |
| KTM-19K  | 2    |
| KTM-19KT | 6    |
| KTM-23   | 2    |

## Ресурси Інтернету
- Официальный сайт ГУП «Горэлектротранспорт» [Архівовано 30 листопада 2015 у Wayback Machine.]
- Страница ГУП «Горэлектротранспорт» на сайте Министерства транспорта и дорожного хозяйства республики Татарстан [Архівовано 17 липня 2010 у Wayback Machine.]
- Полный список подвижного состава на сайте «Трамвайные вагоны»
- Трамвай в городе нефтехимиков (фотообзор Нижнекамского трамвая) [Архівовано 5 березня 2016 у Wayback Machine.]
- Фотографии Нижнекамского трамвая[недоступне посилання з червня 2019] на сайте «Совмещённый трамвайно-троллейбусный сайт»
- Фотографии Нижнекамского трамвая на сайте «Трамваи мира»[недоступне посилання з квітня 2019]
- Фотографии Нижнекамского трамвая на сайте «Трамваи и троллейбусы в странах бывшего СССР» [Архівовано 4 березня 2016 у Wayback Machine.]
- Фотографии Нижнекамского трамвая на сайте Фотогалерея городского пассажирского электротранспорта бывшего СССР. Архів оригіналу за 31 січня 2013. Процитовано 9 листопада 2015.